# Раменье (Мышкинский район)
Раменье  — деревня Охотинского сельского поселения Мышкинского района Ярославской области.
Деревня стоит на удалении около 1 км от левого, западного берега реки Юхоть. Раменье стоит на правом берегу ручья длиной около 3 км, текущего в основном на север. С другой стороны этого ручья, непосредственно на берегу Юхоти стоит деревня Костюрино. Вокруг Раменья и Костюрино — сельскохозяйственные угодья, за которыми начинаются леса. Через Раменье по левому берегу Юхоти следует дорога через Костюрино к федеральной автомобильной трассе Р104. На топокарте на берегу Юхоти у деревни Раменье показан пионерский лагерь .
На 1 января 2007 года в деревне Раменье числилось 7 постоянных жителей . Деревню обслуживает почтовое отделение, находящееся в селе Охотино .